# Gabriele Carelli
Pour les articles homonymes, voir Carelli.
Gabriele Carelli (Naples, 1820 - Menton, 1900) est un peintre italien qui fut actif au XIXe siècle.

## Biographie
Gabriele Carelli débuta sa formation à Rome en 1837 par l'étude de la peinture et de l'architecture antique.
En 1840, il retourna à Naples où il fit la connaissance du duc de Devonshire qu'il suivit à Londres comme peintre personnel.
En 1847, il retourna en Italie et, en 1848 avec son frère Achille, il rejoignit les volontaires nationalistes en révolte contre les Bourbons et échappa miraculeusement à la capture.
En 1851, il exposa deux peinture lors de l'Exposition Nationale des Beaux-Arts de Naples et continua d'exposer en Italie jusqu'en 1860, année durant laquelle il retourna en Angleterre.
En 1874, il devint membre de la Royal Academy.
Il effectua des voyages dans le Proche-Orient et en Afrique du Nord et réalisa de nombreuses aquarelles orientalistes.
Il est mort le 13 décembre 1900 à Menton où il passait ses hivers à la fin de sa vie.
Gabriele Carelli est le fils de Raffaele Carelli (1795 - 1864), le frère de Consalvo Carelli (1820 - 1900) et le père Conrad Hector Raffaele Carelli (1866-1956) tous peintres.

## Œuvres
- Roquebrune et Cap Martin (1873),
- Le Golfe de Naples avec le Vésuve en arrière-plan (1855),
- Intérieur de South Lodge, la maison de Violet Hunt, le grand salon (1878),
- Le Caire, scène de rue, aquarelle de 35 cm × 25 cm, Victoria and Albert Museum, Londres.
- La Maison de l'homme riche (« house of Dives »), Jérusalem, Victoria and Albert Museum, Londres.
- Intérieur d'église du Posillipo,
- Nef de l'église san Lorenzo (1851),
- Chœur de l'église San Martino (1851)
- Le Cloître de la chartreuse de San Martino,